# Maltańscy posłowie do Parlamentu Europejskiego 2004–2009
Maltańscy posłowie VI kadencji do Parlamentu Europejskiego zostali wybrani w wyborach przeprowadzonych 13 czerwca 2004.

## Lista posłów
Wybrani z listy Partii Pracy
- John Attard-Montalto
- Glenn Bedingfield, poseł do PE od 29 października 2008
- Louis Grech

Wybrani z listy Partii Narodowej
- Simon Busuttil
- David Casa

Byli posłowie VI kadencji do PE
- Joseph Muscat (wybrany z listy Partii Pracy), do 30 września 2008, zrzeczenie